# Архиерейский собор Православной церкви Украины 24 мая 2023 года
Архиерейский собор Православной церкви Украины 24 мая 2023 года — Священный архиерейский собор Православной церкви Украины, который состоялся 24 мая 2023 года в Трапезном соборе Антония и Феодосия Печерских Киево-Печерской лавры в городе Киеве, где был рассмотрен вопрос урегулирования календарного вопроса в Православной церкви Украины. Решение о созыве Священного архиерейского собора было принято на заседании Священного синода Православной церкви Украины, которое состоялось накануне, 23 мая 2023 года.

## История
Проведение Священного архиерейского собора 24 мая 2023 года было назначено Священным Синодом 2 февраля 2023 года. После решения Украинской греко-католической церкви о переходе на новый стиль, принятого 1-2 февраля 2023 года, митрополит Белоцерковский Евстратий подтвердил, что в мае 2023 года соберется Архиерейский собор ПЦУ, чтобы рассмотреть вопрос о календарной реформе.
2 мая 2023 года митрополит Епифаний сообщил, что во время Архиерейского собора в мае 2023 года Православная церковь Украины примет решение о новом церковном календаре Священный синод 23 мая 2023 принял решение о созыве Священного архиерейского собора 24 мая 2023 года..

## Решение
Офіційний літургійний календар Православної Церкви України є одним із загальноцерковних документів, зміни до якого вносяться виключно рішенням загальноцерковних соборних органів (Священного Синоду, Архієрейського Собору та Помісного Собору).
В кожній Помісній Православній Церкві існує власна календарна традиція, яка спирається на загальне церковне Передання і практику Помісної Церкви. Деякі Помісні Церкви дотримуються юліанського («старого») календаря, деякі – новоюліанського («нового»). При цьому календарна традиція щодо обчислення Пасхалії є загальною для всіх Помісних Православних Церков (окрім автономної Православної Церкви Фінляндії у складі Вселенського Патріархату) і може бути уточнена тільки спільним рішенням Помісних Церков.
Проблема юліанського («старого») календаря полягає в тому, що кожні 128 років в ньому відбувається накопичення розбіжності в одну добу між астрономічним і календарним рівноденням. У XX і XXI століттях розходження між реальним (астрономічним) рівноденням та датою 21 березня, на яку мало би припадати рівнодення, складає 13 днів. Від 2100 року ця розбіжність складатиме вже 14 днів, а з плином часу – й місяці.
Традиція використання Православною Церквою юліанського календаря не має сакрального значення, сам цей календар має світське походження та був прийнятий Церквою в силу того, що це був календар, за яким велося літочислення у Римській імперії, і це був найкращий календар на той час. Втім, поступове накопичення в юліанському календарі розходження між реальними астрономічними подіями та календарними датами призводить до того, що святкування всіх неперехідних свят церковного року поступово зсуваються вперед, так що з плином часу, наприклад, свято Різдва Христового буде припадати на час приготування до Великого посту і навіть на сам піст, що є абсурдним.
З метою виправлення календарної неточності, що була накопичена впродовж століть, у 1923 році на Синаксі представників Православних Церков в Константинополі під головуванням Вселенського Патріарха Мелетія IV було схвалено оновлений, так званий новоюліанський календар, який був створений завдяки праці сербського астронома Мілутіна Міланковича. Цей календар позбавлений недоліку юліанського календаря і є суттєво точнішим (більше наближеним до астрономічних подій), ніж григоріанський календар.
Станом на теперішній час більшість Православних Церков (Вселенський Патріархат, Олександрійський Патріархат, Антиохійський Патріархат, Румунський Патріархат, Болгарський Патріархат, Церква Кіпру, Церква Греції, Церква Албанії, Церква Чеських земель і Словаччини) використовують новоюліанський календар. Подекуди в межах одної Помісної Церкви є припустимим співіснування різних календарних традицій. Так, монастирі Святої Гори Афон, які канонічно підпорядковані Вселенському Патріархату, продовжують дотримуватися юліанського календаря. Однак метохи (подвір’я) афонських монастирів, які існують в континентальній Греції, використовують новоюліанський календар.
В сучасних реаліях буття Православної Церкви України в українському суспільстві, особливо у зв’язку з агресивною російською війною проти України істотно зростає запит на проведення календарної реформи і узгодження календарної традиції ПЦУ з традицією, прийнятою більшістю Помісних Православних Церков. Тому рішенням №19 Священного Синоду УПЦ (ПЦУ) від 18 жовтня 2022 р. з метою вивчення реальної церковної потреби в здійсненні у близькому часі календарних змін було надано дозвіл церковним громадам (де для цього існують пастирські обставини та засвідчується бажання вірних) звершити 25 грудня 2022 р. богослужіння за чином свята Різдва Христового з подальшим поданням через єпархіальні управління до Київської Митрополії письмової інформації про число учасників такого богослужіння.
Досвід проведення богослужінь Різдва Христового 25 грудня 2022 року виявив великий запит на оновлення календаря не тільки загалом у суспільстві, але також і безпосередньо у церковному середовищі автокефальної Помісної Православної Церкви України. За рішенням Священного Синоду від 2 лютого 2023 р. (Додаток до Постанови №52) згідно поданих прохань 103 парафіям було надане благословення на перехід на новоюліанський календар (Київська єп. – 4 парафії, Рівненсько-Волинська єп. – 5 парафій, Черкаська єп. – 25 парафій, Хмельницька єп. – 6 парафій, Волинська єп. – 13 парафій, Чернівецько-Хотинська єп. – 1 парафія, Кропивницька єп. – 7 парафій, Полтавська єп. – 4 парафії, Тернопільсько-Кременецька єп. – 1 парафія, Вінницько-Барська єп. – 37 парафій). Більшість духовенства і громад, які підтримують календарні зміни, очікують для цього загального церковного рішення.
Слід визнати, що протягом кількох століть традиційний юліанський календар сприймався як один з головних ідентифікаторів української церковної культури. Спочатку це було ознакою спротиву латинізації, а після більшовицької революції – також ознакою опору радянській системі.
Однак в сучасних умовах соціальний і культурний контекст юліанського календаря і його сприйняття докорінно змінилися. Нині він більшістю сприймається не стільки як пов’язаний з давніми українськими традиціями, скільки як пов’язаний з російською церковною культурою. Адже сучасним календарем користуються ті Православні Церкви, які підтримують Православну Церкву України, натомість її опоненти і в першу чергу РПЦ – дотримуються старого календаря.
Водночас фактори з минулого, які стояли на перешкоді календарних змін, нині втрачають свою актуальність. Тому прагнення збереження і утвердження своєї, української, духовної ідентичності, захист від агресії «русского міра», вимагають назрілого рішення – долучитися до більшості Помісних Православних Церков, запровадивши у вжиток новоюліанський календар, як більш точний астрономічно та церковно прийнятий, зі збереженням традиційної Пасхалії.
Беручи до уваги викладені вище міркування та враховуючи численні запити від парафій, монастирів, єпископату, духовенства та вірних щодо можливості переходу на календар, якого дотримуються більшість Помісних Православних Церков, Архієрейський Собор Православної Церкви України постановляє:
1. Благословити парафіям (релігійним громадам) та монастирям, які належать до Православної Церкви України, використовувати у літургійній практиці новоюліанський календар (при цьому незмінно зберігаючи традиційну Пасхалію).
2. Перехід Православної Церкви України на новоюліанський календар здійснити починаючи з 1 вересня 2023 року (початок нового церковного року).
3. З огляду на пастирську доцільність для релігійних громад та монастирів, які виявлять бажання і надалі дотримуватися юліанського («традиційного») календаря, за ікономією дозволити таким парафіям і монастирям, які належать до Православної Церкви України, за рішенням їхніх парафіяльних зборів (духовних соборів монастирів) продовжити використання юліанського календаря. Рішення про це має бути підтримане не менше, ніж двома третинами членів відповідної громади та належним чином документально оформлене.
4. Синодальній богословсько-літургійній комісії спільно з Синодальною календарною комісією, враховуючи досвід інших Православних Церков підготувати пропозиції щодо певних складних випадків у літургійній практиці, які виникатимуть при дотриманні традиційної Пасхалії та новоюліанського календаря для нерухомих свят.
5. Синодальній календарній комісії підготувати оновлений офіційний Церковний календар Православної Церкви України на 2024 рік та на наступні роки, а також календарну інформацію на вересень-грудень 2023 р.
Для громад, які користуватимуться юліанським календарем, благословляється підготувати офіційне видання Церковного календаря Православної Церкви України на 2024 р. за старим стилем.
6. Управлінню духовної освіти і богословської науки, Синодальному видавничо-просвітницькому управлінню, Синодальному управлінню недільних шкіл і катехизації благословити проводити роз’яснювальну роботу щодо використання в літургійній практиці новоюліанського календаря.
7. Цю Постанову винести на затвердження чергового Помісного Собору Православної Церкви України.
На Архиерейском соборе 24 мая 2023 года было благословлено приходам и монастырям использовать в литургической практике Новоюлианский календарь (при этом неизменно сохраняя традиционную Пасхалию) и решено:
- осуществить переход на новоюлианский календарь начиная с 1 сентября 2023 (начало нового церковного года);

- разрешено в дальнейшем соблюдать юлианский календарь таким приходам и монастырям, которые по решению их приходских собраний (духовных соборов монастырей) желают продолжить использование. Решение должно быть поддержано не менее двух третей членов общины и должным образом документально оформлено;
- Синодальной богословско-литургической комиссии совместно с Синодальной календарной комиссией, учитывая опыт других Православных Церквей подготовить предложения по определённым сложным случаям в литургической практике, которые будут возникать при соблюдении традиционной Пасхалии и новоюлианского календаря для неподвижных праздников;
- Синодальной календарной комиссии подготовить обновленный официальный церковный календарь на 2024 и последующие годы, а также календарную информацию на сентябрь-декабрь 2023;
- Для общин, которые будут пользоваться юлианским календарем, благословляется подготовить официальное издание церковного календаря на 2024 год по старому стилю;
- Управлению духовного образования и богословской науки, Синодальному издательско-просветительскому управлению, Синодальному управлению воскресных школ и катехизации благословить проводить разъяснительную работу по использованию в литургической практике нового юлианского календаря;
- Решение Архиерейского собора 24 мая 2023 года вынести на утверждение Поместного Собора 27 июля 2023 года.[13]

## Оценки
Православный теолог и глава Международной православной теологической ассоциации Павел Гаврилюк считал смену церковного календаря большим событием, ведь Православная церковь Украины присоединится к всемирному православному сообществу, в котором большинство автокефальных православных церквей используют новоюлианский календарь и отмечает отдельно политические последствия:
Да, этот шаг, безусловно, имеет политические последствия. И я думаю, что еще до войны мы бы сказали, что эта церковь просто присоединяется к остальному христианскому миру в праздновании Рождества или других праздников. А сегодня, конечно, также нужно думать о желании отличаться от церкви государства-агрессора.
Гаврилюк Павел Леонидович
Павел Гаврилюк также думает, что если украинские церкви в диаспоре и церкви в Украине будут жить по одному календарю, то это больше сблизит украинцев в Украине и в диаспоре на Западе.
Религиовед Виктор Еленский заявлял, что существование двух церковных календарей создавало определённую раздвоенность для верующих на Украине, ведь христиане представали перед упреком своей совести, когда в День Независимости Украины они должны поститься (Успенский пост), или на Новый год, нарушая Рождественский пост. Кроме того, он отметил, что переход на новоюлианский календарь дистанцирует Украину от Российской Федерации.

## Реакции
Пресс-секретарь президента Российской Федерации Дмитрий Песков возмутился из-за перехода Православной церкви Украины на новоюлианский календарь, назвав это «безумием и вакханалией». Дмитрий Песков сравнил Украину с Молдовой [молдавский язык] и пошутил, что украинцы якобы откажутся от украинского языка в будущем: теперь остается ждать разве что отказа от украинского языка в пользу американского".
Министр культуры и информационной политики Александр Ткаченко заявил, что решение церквей о переходе на новый стиль требует внесения изменения в законодательство относительно официальных государственных праздников, а именно изменений дат Дня украинской государственности, Дня защитников и защитниц Украины и других праздников и памятных дней.